# Plaggendüngung

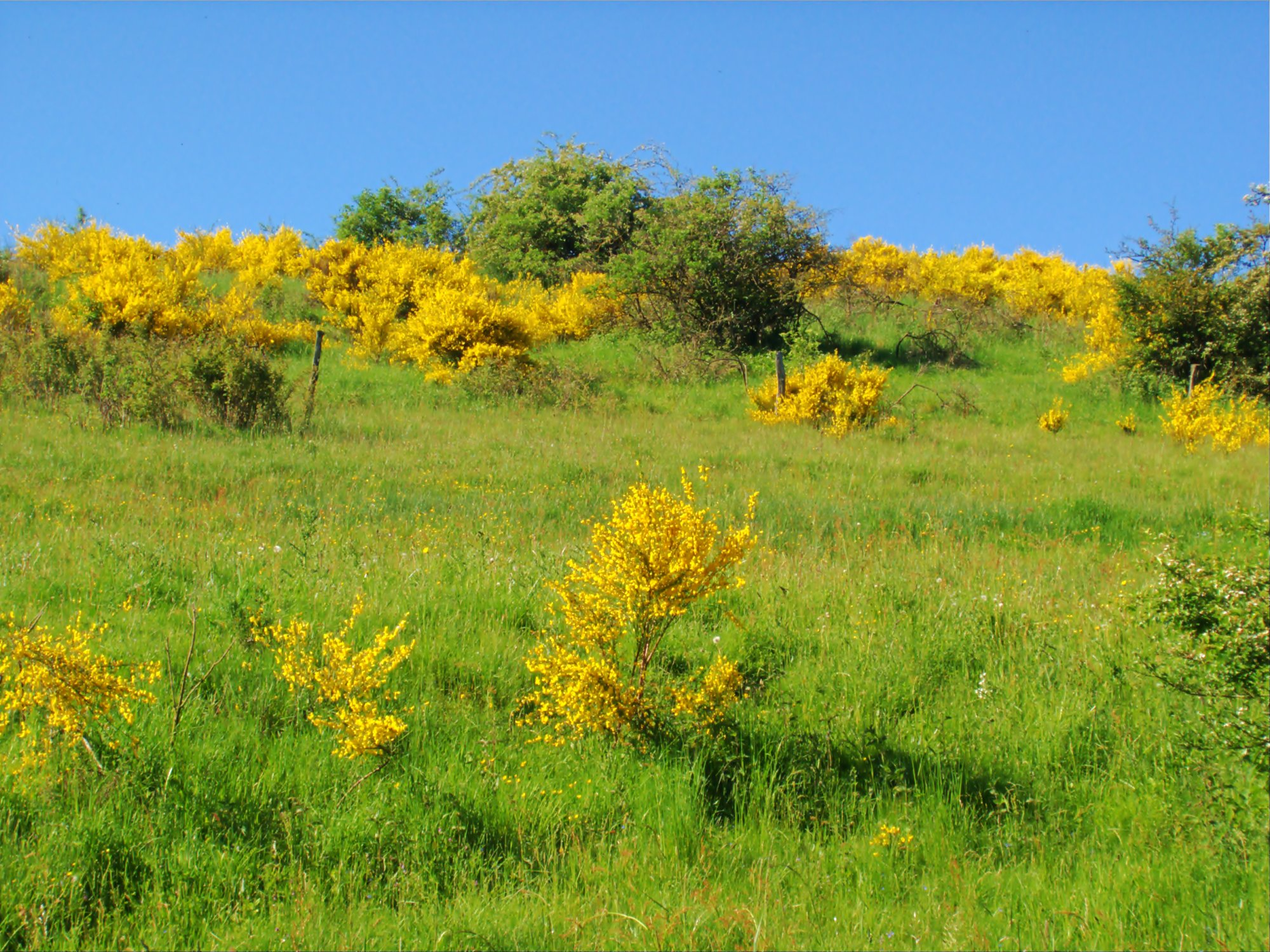
Die Besenginsterheide in der Eifel entstand durch Wechselwirtschaft mit Plaggendüngung

Als Plaggendüngung (auch Plaggenwirtschaft oder Eschkultur) bezeichnet man eine heute nicht mehr angewendete Form der Bewirtschaftung von leistungsschwachen Böden, die vor allem in Norddeutschland und den angrenzenden Gebieten mindestens seit der Eisenzeit bis zur industriellen Revolution verbreitet war. Dabei wurden Heide- und Waldböden abgetragen (Plaggen) und im Stall als Einstreu genutzt. Die mit tierischen Ausscheidungen angereicherten Einstreuböden wurden wieder ausgebracht und auf den Feldern als Dünger eingesetzt.

## Gründe für die Plaggendüngung
Vor der Einführung mineralischer Handelsdünger litt der Ackerbau auf den Sandböden der norddeutschen Geest und angrenzender Gebiete unter einem Mangel an Düngestoffen. Man behalf sich durch den Auftrag von anderswo abgetragenem Heide- oder Waldboden auf die ackerbaulich genutzten Flächen, den sogenannten Eschfeldern (Plaggenesch).
Begonnen wurde die Plaggendüngung im engeren Sinne in den meisten Gebieten sehr plötzlich in der Mitte des 10. Jahrhunderts, wohl unter dem Druck starker Grundherren. Vor dem 10. Jahrhundert wurde wahrscheinlich meist eine Rotationswirtschaft mit Sommergerste, Hülsenfrüchten und Lein angebaut, was im Gegensatz zum „Ewigen Roggenanbau“ (Einfeldwirtschaft) eine bessere Regeneration der Äcker ermöglicht hatte und damit eine (Plaggen-)Düngung unnötig machte.

## Verbreitung
Das hauptsächliche Verbreitungsgebiet der Plaggenwirtschaft lag in Oldenburg, Osnabrücker Land, Ostfriesland und dem Emsland sowie den angrenzenden niederländischen Provinzen, also Gebieten der sandigen, unfruchtbaren Altmoränenböden. Hier erreichen die Eschböden ihre größte Mächtigkeit, von zum Teil über 1 m. In geringerer Dichte und mit geringerer Mächtigkeit der Esche wurde die Plaggendüngung allerdings in einem weit größeren Raum durchgeführt. Plaggenböden treten im Süden bis in den belgischen Raum, das Ruhrgebiet, Braunschweig und die Altmark, im Norden bis Jütland hin auf.

## Plaggengewinnung

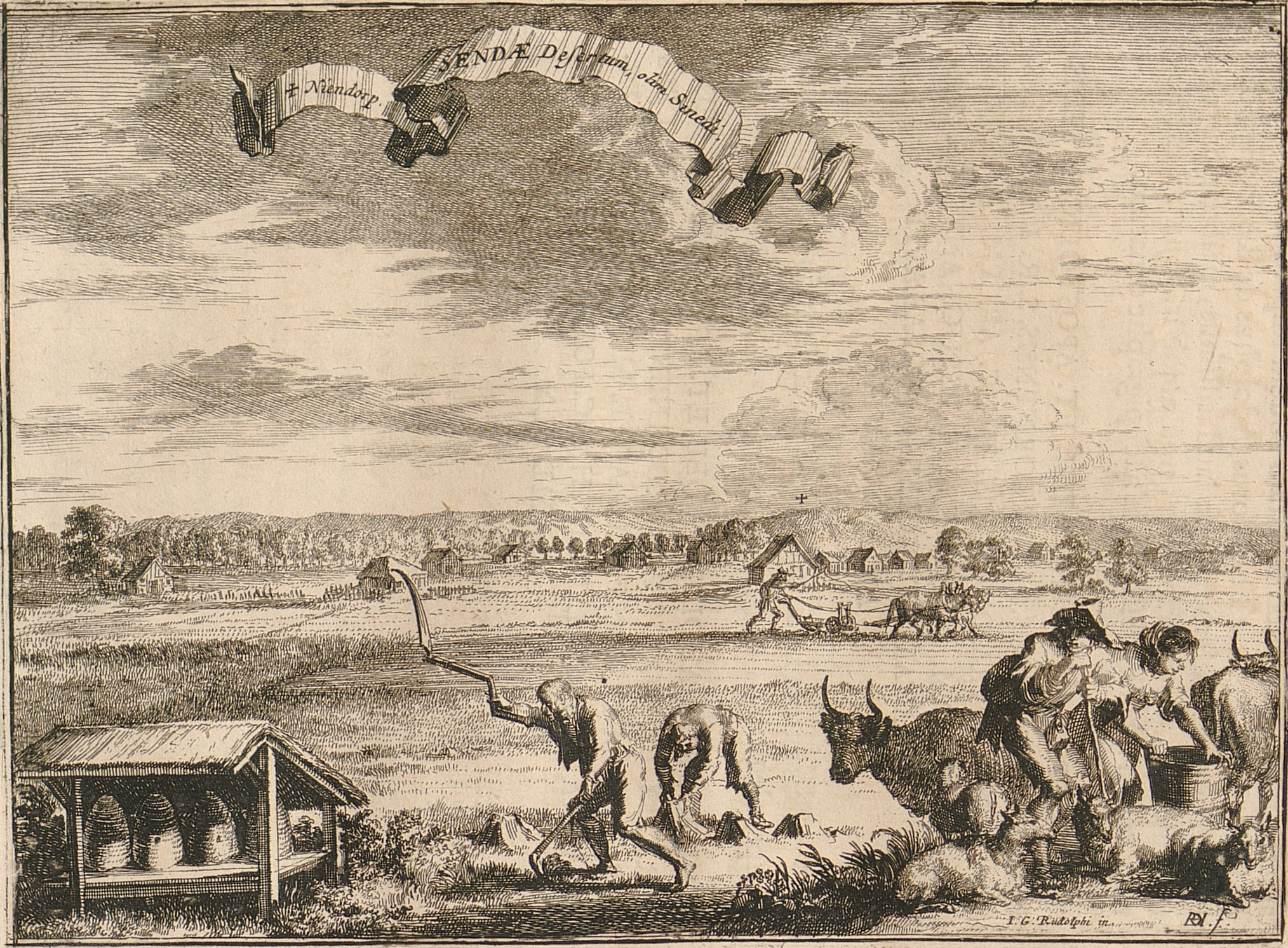
Plaggenstecher in der Senne

Der erste Schritt der Plaggendüngung war die Plaggengewinnung. Hierfür musste der oberste humose Bereich eines Bodens zusammen mit Teilen der darauf befindlichen Vegetation manuell abgetragen werden (Plaggenstechen, Plaggenhieb). Die Plaggen wurden den umliegenden, häufig in Gemeinbesitz (Allmende, Gemeines Land) befindlichen, Flächen entnommen. Dies waren meist Heiden (Heideplaggen). Teilweise stammten sie auch aus Wäldern (Waldplaggen); seltener von Wiesen (Rasenplaggen).
Das Plaggenstechen war eine zeitaufwendige und schwere Arbeit.

## Düngung der Esche
Die Plaggen wurden als Einstreu, an Stelle von oder in Kombination mit Stroh, im Stall genutzt, verkompostiert und schließlich auf die Äcker ausgebracht. Zusammen mit dem Mist und Küchenabfällen bildete das Material einen organischen Dünger. Seltener erfolgte auch eine direkte Aufbringung von Plaggen auf die Felder ohne die Verwendung als Einstreu.
Meist wurden immer die gleichen Flächen geplaggt. Da Plaggen vor allem aus Boden bestehen, hatten sie einen hohen mineralischen Anteil. Somit wuchsen die geplaggten Felder (Plaggenesche) mit einer Geschwindigkeit von etwa einem Millimeter pro Jahr in die Höhe und zeichnen sich zum Teil bis heute durch ein manchmal über 1 m erhöhtes Bodenniveau mit abrupten Höhenänderungen an den Rändern, den Eschkanten, aus.
Über lange Zeit geplaggte Flächen haben außerdem stark erhöhte Humusgehalte von bis zu 7 Gew.% und sehr hohe Phosphorgehalte. Heute erreichen Plaggenböden Bodenwertzahlen von 30 bis 40 und damit um das Doppelte höhere als der ursprüngliche Boden. Das hohe Bodenniveau begünstigte zudem die Entwässerung.
Auf den Eschfeldern wurde meist Dauerfeldbau mit Winterroggen betrieben. Diese Wirtschaftsform wird auch als „Ewiger Roggenanbau“ bezeichnet, da teilweise über 20 Jahre, in Ausnahmefällen sogar über 40 Jahre auf einem Feld Jahr für Jahr, ohne Unterbrechung durch Brache oder Fruchtwechsel, Roggen angebaut wurde.

## Flächendegradierung und Heidewirtschaft
Die Plaggenwirtschaft bewirkte auf den gedüngten Flächen eine deutliche Verbesserung der Bodeneigenschaften. Auf den Flächen der Plaggengewinnung, die oft über Jahrzehnte oder Jahrhunderte so genutzt wurden, hatte sie aber verheerende Auswirkungen. Die regelmäßig „entplaggten“ Böden waren von einer gravierenden Bodendegradierung betroffen. Kurz nach dem Abplaggen waren sie ohne schützende Pflanzendecke der Winderosion ausgeliefert. Verwehungen mit Flugsanden und sogar Dünenbildung waren die Folge. Die Regeneration abgeplaggter Flächen dauerte 20 bis 40 Jahre. Dieser Zeitraum wurde aber in der Regel nicht eingehalten, wodurch die Erosionsschäden und die Verarmung schnell fortschritten.
Durch die Fehl- und Übernutzung entstanden auf weiten Flächen völlig verarmte Heidelandschaften, die nur noch extensiv genutzt werden konnten und sich bis heute nicht zur Landwirtschaft eignen. In der Heide bildete sich die unfruchtbare Endstufe der Bodenentwicklung, der Podsol. In der Spätzeit der Heidebauernwirtschaft waren vermutlich nur noch etwa ein Drittel der Heideflächen als Schafweiden geeignet, der Rest war mehr oder weniger durch die Plaggengewinnung verwüstet und bestand aus teilweise offenen Sanden.

## Das Ende der Plaggendüngung
Die Plaggengewinnung wurde in Nordwestdeutschland, Jütland und in den östlichen Niederlanden bis in die Mitte des 19. Jahrhunderts, teilweise bis in die 1930er Jahre, auf ackerbaulich nicht genutzten Flächen durchgeführt. Mit dem Aufkommen mineralischer Düngemittel wurde diese arbeitsintensive Methode überflüssig und in kürzester Zeit aufgegeben.

## Ähnliche Formen
„Konzentrationswirtschaft“, bei der Pflanzennährstoffe aus siedlungsfernen Arealen bewusst entnommen und auf Ackerfluren ausgebracht wurde, wurde auf nährstoffarmen Böden bereits in der Jungsteinzeit betrieben. So wurde in der Eisenzeit auf der Halbinsel Eiderstedt Schlick aus dem nahen Watt auf die Felder aufgebracht. Auch auf die sogenannten Celtic Fields wurde in großem Umfang Boden aufgetragen. Im Mittelalter kannte man in der Eifel, dem Sauerland und dem übrigen Rheinischen Schiefergebirge eine abgewandelte Form der Plaggendüngung: Auf den als Allmende genutzten Grünflächen wurde der Boden in größeren Zeitabständen abgeplaggt und gemeinsam mit gleichfalls entfernten Sträuchern verbrannt. Die Asche wurde dann auf den Ackerparzellen aufgebracht, um für einen Zeitraum für zwei bis drei Jahre ackerbaulich genutzt zu werden. Diese Feld-Heide-Wechselwirtschaft ließ eine Form der Heide entstehen, die man als Besenginsterheide bezeichnet.